# 홀랜드 (영화)
"홀랜드"(영어: Holland)는 2025년 공개된 미국의 미스터리 스릴러 영화로, 미미 케이브가 감독을 맡았다.